# اندیس خاک صنعتی سنگاوین
خاک صنعتی سنگاوین یک اندیس غیرفلزی است که در  استان قزوین قرار دارد و مادهٔ معدنی موجود در آن، خاک صنعتی است.سنگ میزبان این اندیس توفهای سبز کرج است و دیرینگی آن به دوران ائوسن-الیگومیوسن می‌رسد. در این اندیس، پاراژنز‌های کائولن - هماتیت یافت می‌شوند.